# Carrerino

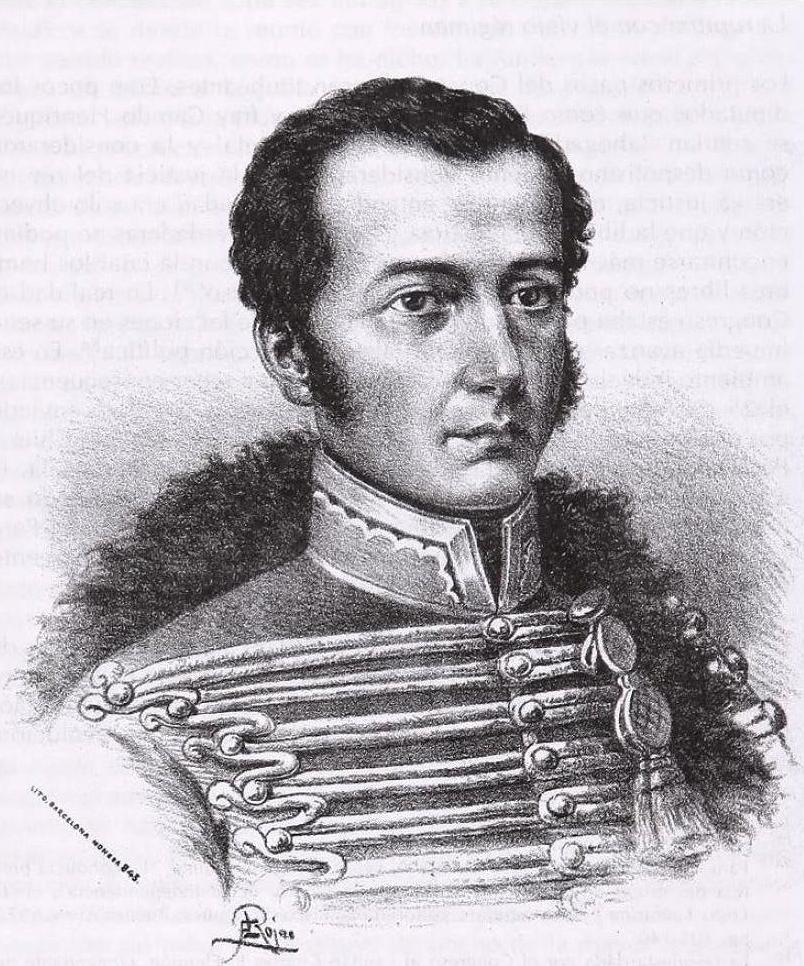
José Miguel Carrera.

Carrerino (y en menor medida Carreristas) es la denominación utilizada para referirse en sentido general al partidario o admirador del patriota chileno José Miguel Carrera, pero en el sentido histórico se refiere al bando político específico que durante la Independencia de Chile se reunió en torno a su figura. El bando suele ser identificado con el grupo de los llamados «patriotas exaltados», aunque la participación de muchos de estos no fue regular y permanente, por lo que el partido se terminó por limitar, principalmente, a los amigos cercanos de los Carrera y a militares, como Diego José Benavente, que permanecieron leales aún después de que fueron depuestos del mando.

## Historia
El bando comenzó a actuar como tal tras el regreso a Chile de José Miguel Carrera, en 1811. En torno a su figura se alinearon sus hermanos Juan José y Luis, oficiales militares ambos, los que permitieron apoyo armado a los proyectos del grupo. Los hermanos Carrera, miembros de una de las familias más influyentes de la aristocracia criolla, pudieron entonces articular a gran cantidad de elementos sueltos, como los intelectuales comprometidos con la causa independentista: Bernardo de Vera y Pintado y fray Camilo Henríquez, quienes después se alejarían del grupo. También se integraron personajes políticos como Manuel Rodríguez y Manuel José Gandarillas. Entonces estaban todos unidos por un proyecto independentista vehemente e impacientados por el actuar de los llamados "patriotas moderados" como la familia de los Larraín, Los Ochocientos, a los que consideraban lentos y pusilánimes frente a la presión del grupo pelucón, partidarios de reconocer las autoridades españolas, cualesquiera que esas fueran. Es necesario notar, sin embargo, que ambos grupos independentistas también declaraban su lealtad al rey de España pero aducían que Chile tenía, por lo menos, los mismos derechos que otras regiones del Imperio, lo que en este caso concreto incluía el poder elegir un gobierno provisorio (Reglamento Constitucional Provisorio de 1812).
Utilizando reiteradamente como herramientas el golpe de Estado y la agitación de las asambleas, el grupo carrerino se hizo con el poder en varias oportunidades durante la primera fase del período conocido como Patria Vieja, hasta consolidarse en el mando. 
Entonces el recién llegado cónsul de Estados Unidos, Joel Robert Poinsett, estableció estrechas relaciones con José Miguel. En adelante, los estadounidenses, en lo que algunos atribuyen a la defensa del sistema republicano y otros a intereses económicos, preferirían entenderse con los carrerinos, quienes posteriormente acusarían a los " patriotas moderados" de tener planes monárquicos, como lo hicieron con José de San Martín. Sin embargo, al mismo tiempo los carrerinos acusaban a San Martín y a O'Higgins de ser jacobinos por haber abolido los títulos de nobleza; aunque tal vez esto se debiese a que su mensaje era incoherente con su actuar, que se configuraba en algo semejante a la demagogia. Más importante, a nivel práctico para el grupo, fue la relación que José Miguel estableció con David Porter, entonces capitán de la fragata "Essex" y David Jewett. 
Los malos resultados de las primeras campañas militares, sobre todo tras el sitio de Chillán, fueron acompañados de acusaciones en contra de la dirección táctica de los Carrera, acusados de ineptitud, excesiva vehemencia, personalismo e, incluso se acusó de cobardía a Juan José. Por lo anterior, la Junta de Santiago, controlada por los moderados después de la salida de los Carrera a la guerra, destituyó a José Miguel del mando del Ejército.
El Tratado de Lircay culpó implícitamente a los Carrera de haber causado la "ruina del reino". El bando cayó en desgracia y debió actuar en la clandestinidad, hasta que un nuevo golpe de Estado, en 1814 los reinstaló brevemente en el poder.
Pero el Desastre de Rancagua y el posterior éxodo patriota a Argentina pusieron fin a las posibilidades del grupo. Posteriormente, cuando tanto la independencia como una república "unitaria" fueron establecidas, paradójicamente, por los mismos que los Carrera acusaban de tener tendencias monarquistas, los carrerinos optaron por un proyecto de integrar a Chile como parte de una "Federación del Sur", proyecto posiblemente influido por la relación de los carrera con el federalismo de EE. UU.

## Carrerinos contemporáneos
También son llamados carrerinos aquellos estudiosos, ciudadanos e instituciones que hasta el presente defienden y reivindican la figura de José Miguel Carrera, así como las entidades que en su honor llevan su nombre, tales como el Instituto Nacional; rivalizando —comúnmente— con los seguidores de su enemigo político Bernardo O'Higgins, llamados o'higginistas.